# Kvadrokoptéra

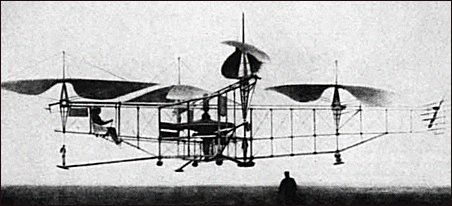
Oehmichen No.2 – první quadrotor

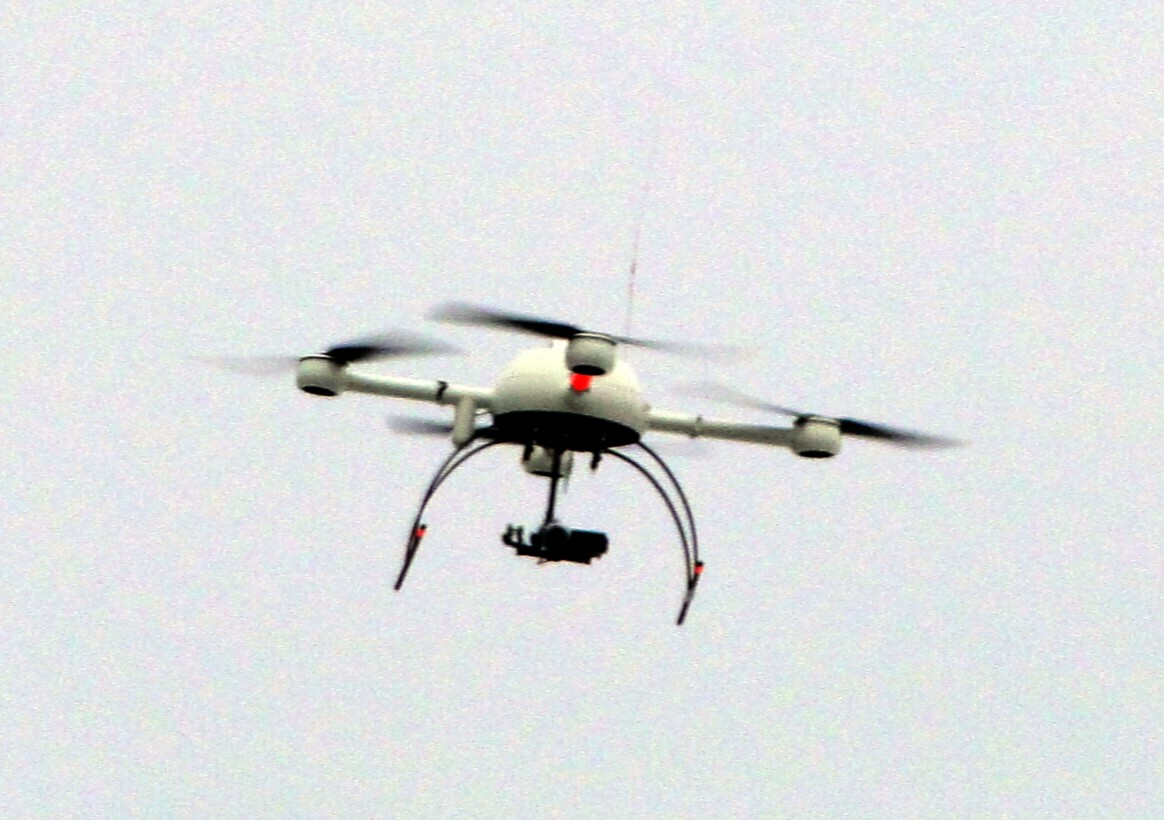
Policejní quadrotor v Drážďanech

Kvadrokoptéra, často také v angličtině quadrotor, quadcopter či drone , je vrtulník se čtyřmi rotory. První funkční stroj vyrobil Étienne Œhmichen roku 1920. První quadrotory byly konstruovány, aby nesly lidskou posádku, ale příliš se neprosadily. Dnes je vývoj soustředěn především na malé bezpilotní quadrotory (pro ně se používá i český název čtyřtulka), které vynikají svými manévrovacími schopnostmi. Používají je hlavně hasiči, policie i armáda.

### Související článek
- Cyklokoptéra
- Operace Pavučina